# 三氢化钚
三氢化钚是一种无机化合物，为钚的氢化物之一，化学式为PuH3。理论计算表明，它的Cs结构比C3v结构更稳定。它在170 GPa分解为PuH2和PuH4。

## 性质及制备
三氢化钚可由金属钚和氢气在210 °C反应得到。
2 Pu + 3 H2 → 2 PuH3
它可以和氨气在600 °C反应，生成一氮化钚：
PuH3 + NH3 → PN + 3 H2
它可以和空气反应：
PuH3 + O2 + N2 → Pu2O3 + PuN + H2